# Æthelwald van Deira
Æthelwald of Œthelwald (7de eeuw) was koning van het  Koninkrijk Deira van 651 tot 655, hij was een zoon van koning Oswald van Northumbria.
Na de dood van zijn vader koning Oswald van Northumbria in 642 werd het Koninkrijk Northumbria terug opgesplitst in Deira en Bernicia. De ambitie van Oswiu van Bernica was om het koninkrijk te herenigen. In 651 vermoordde Oswiu, Oswine. Deira weigerde zich aan te sluiten bij Bernicia, Æthelwald werd uitgeroepen tot de nieuwe koning. Æthelwald sloot zich aan bij sterke man Penda van het Koninkrijk Mercia.
Oswiu en Penda troffen elkaar in de Slag bij Winwaed in 655. Æthelwald ontvluchtte het slagveld, Penda sneuvelde. Overwinnaar Oswiu zette zijn zoon Alhfrith op de troon van Deira. 
Volgens overlevering trok Æthelwald zich terug als kluizenaar.